# Консервация и реставрация стенописи из Фараса
Консервация и реставрация стенописи из Фараса в Национальном музее в Варшаве был одним из наиболее важных и инновационных процессов в современной консерваторской деятельности, который осуществлялся в беспрецедентных масштабах. Раскопки польской археологической экспедиции в Фарасе в 1961–1964 годах привели к открытию более ста стенописей, украшавших сохранившиеся на значительную высоту стены фарасского собора.
В связи со строительством Великой Асуанской плотины в планах было затопление археологических памятников в Фарасе водой, образовавшейся в течение этого времени в гигантском резервуаре для хранения – озере Насер. В ответ на призыв ЮНЕСКО сохранить памятники от наводнения было решено снять картины со стен и транспортировать их в безопасное место, где они будут предметом тщательных реставрационных работ. В результате этих действий 67 картин было доставлено в Национальный музей в Варшаве, став одним из наиболее важных групп экспонатов Галереи Фарас им. Казимежа Михаловского и самой большой коллекцией нубийской христианской живописи в мире. Остальные картины были размещены в Национальном музее в Хартуме.

## Выполнение работ
Выполнение задачи по сохранению памятников было возложено на Научно-исследовательскую лабораторию в Галерее античного искусства в Национальном музее во главе с доктором Ханной Енджеевской. Реконструкция картин требовала разработки новых методов сохранения, т.к. известные способы испытывали недостатки. Кроме того, по прибытии в варшавскую лабораторию картины по своему техническому состоянию требовали особого внимания. Картины были перевезены в Варшаву сразу после их обнаружения. Перед транспортировкой они были подвергнуты обработке сначала при отделении их от стен собора в Фарасе, а затем при укреплении их на время транспортировки. Таким образом выполнению поставленной задачи предшествовал теоретический анализ и серия экспериментов. 17 декабря 1962 года первые из картин, Архангел Михаил с мечом и Меркурий, достигли Национального музея в Варшаве, где 2 марта 1963 года они были подвергнуты реставрации и консервации, в результате чего были готовы к постоянной экспозиции и к временным выставкам за рубежом. В работах участвовали реставраторы, лаборанты и техники из Национального музея в Варшаве и приглашенные извне. Кроме того, две картины из капеллы епископа Иоанна были направлены в реставрационную мастерскую профессора Пико Челлини в Риме. Также проведены консультации с внешними экспертами, два раза созывались комитеты по сохранению: один перед началом работ, а другой для обобщения результатов.

## Предварительная работа
Работой по сохранению картин в соборе Фараса управлял Юзеф Газы. Внешняя сторона памятников до удаления со стен была пропитана толстым слоем воска с канифолью, на который впоследствии была приклеена папиросная бумага и японская полиграфическая марля, впрессованная утюжками. Затем картины были отделены от стен ножами и лезвиями вместе со слоем штукатурки под ними. Снятую таким образом стенопись переносили на деревянные экраны и покрывали несколькими слоями гипса, укреплённого паклей, алюминиевой сеткой и решёткой с проволочной арматурой. Кроме того, в непосредственной близости от изображения добавляли островки гипса. Так приготовленный памятник заворачивали в хлопковые пледы. После транспортировки на место задачей консерваторов было удалить слой воска, канифоли и гипса и перенести картину на новый слой с учётом её размера и размера планируемого для перевозок на международные выставки транспорта.
Демонтаж картин и их консервация в лаборатории вдали от их первоначального нахождения были в то время абсолютной новизной. Поэтому не было общих рекомендаций и методов работ, а отдельные консерваторские мастерские, действующих в то время в Италии, Германии и Советском Союзе отличались друг от друга по своей методике. Картины этих стран отличались по возрасту и состоянию сохранности, были созданы при использовании различных техник (фреска, а секко, известь, темпера, масло) на другой поверхности (известь, камень, кирпич, глина, ил, дерево). При помощи анализов и последующих тестов удалось установить первоначальный метод и технику создания стенописи, а также её современное техническое состояние. Спаечным материалом была растительная камедь, а сами изображения были сделаны на штукатурке на базе нильского ила. Поверхность была пропитана смесью воска и канифоли, слои краски имели тенденцию к шелушению и крошению, штукатурка была очень хрупкая, а гипс, которым её пробовали усилить во время подготовки к транспортировке, плохо с ней соединился. Исходя из результатов анализа был установлен базовый план консервации изображений и подробная схема их реконструкции. Прежде всего нужно было усилить оригинальный слой штукатурки, затем наложить древесноволокнистую пластину, которая соответствовала бы по форме фрагменту картины. Соединённую таким образом деталь надо было установить в прямоугольную жёсткую коробку, усиленную сеткой. Так запланированная работа была проведена в 10 этапов.

## Этапы консерваторских работ
1. Документация

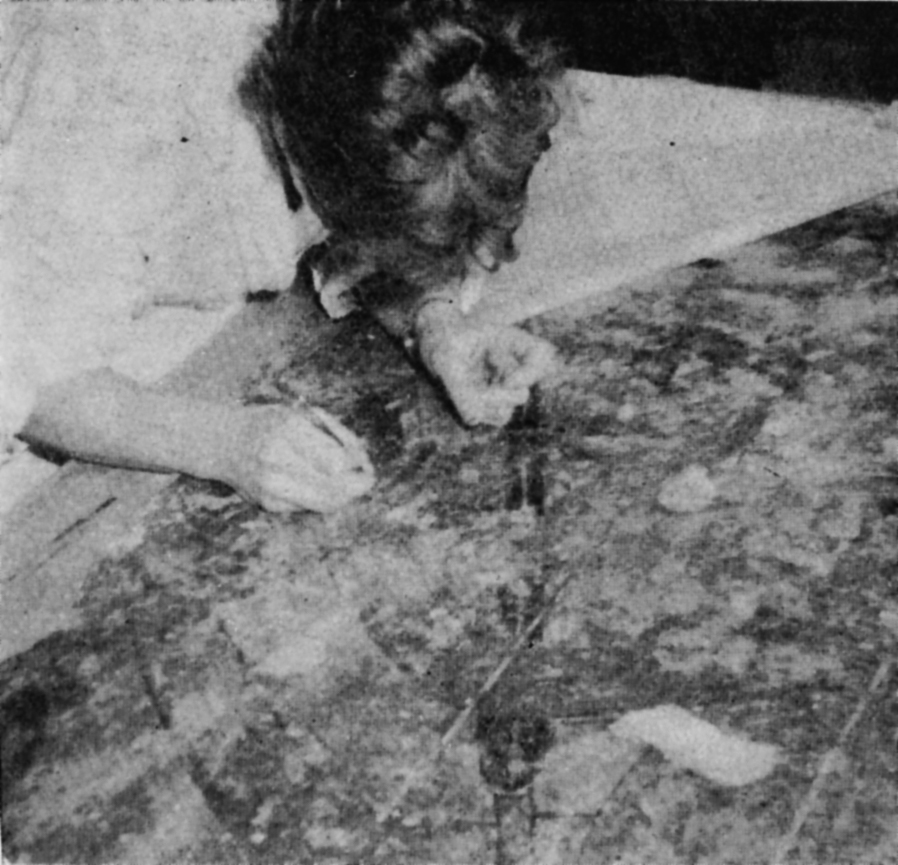
Этап 2: очистка лицевой стороны стенописи и нанесение мастики

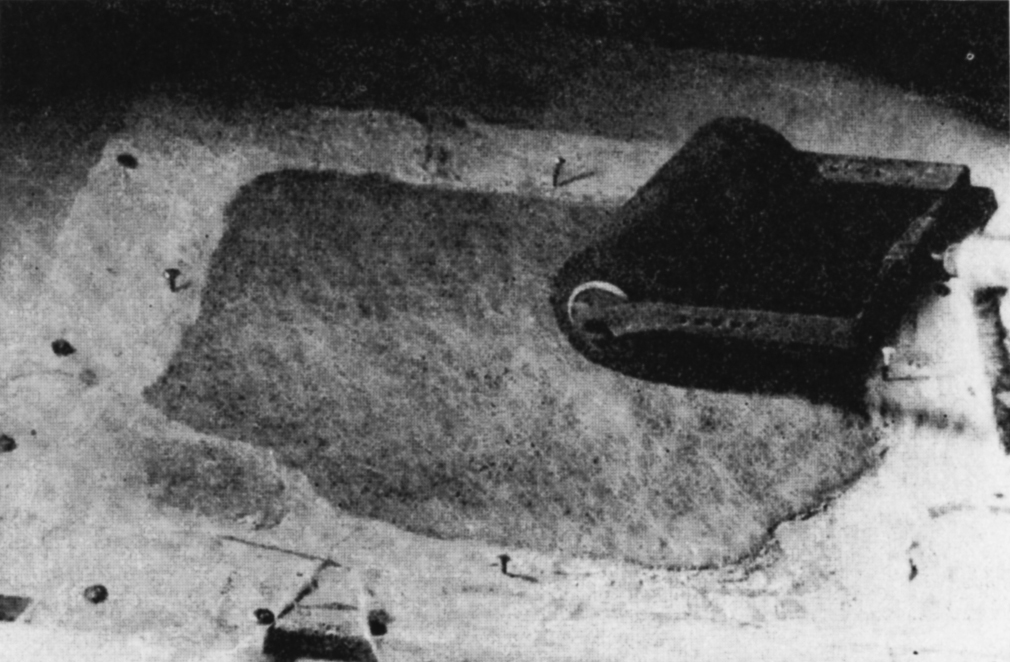
Этап 6: наклеивание стеклоткани

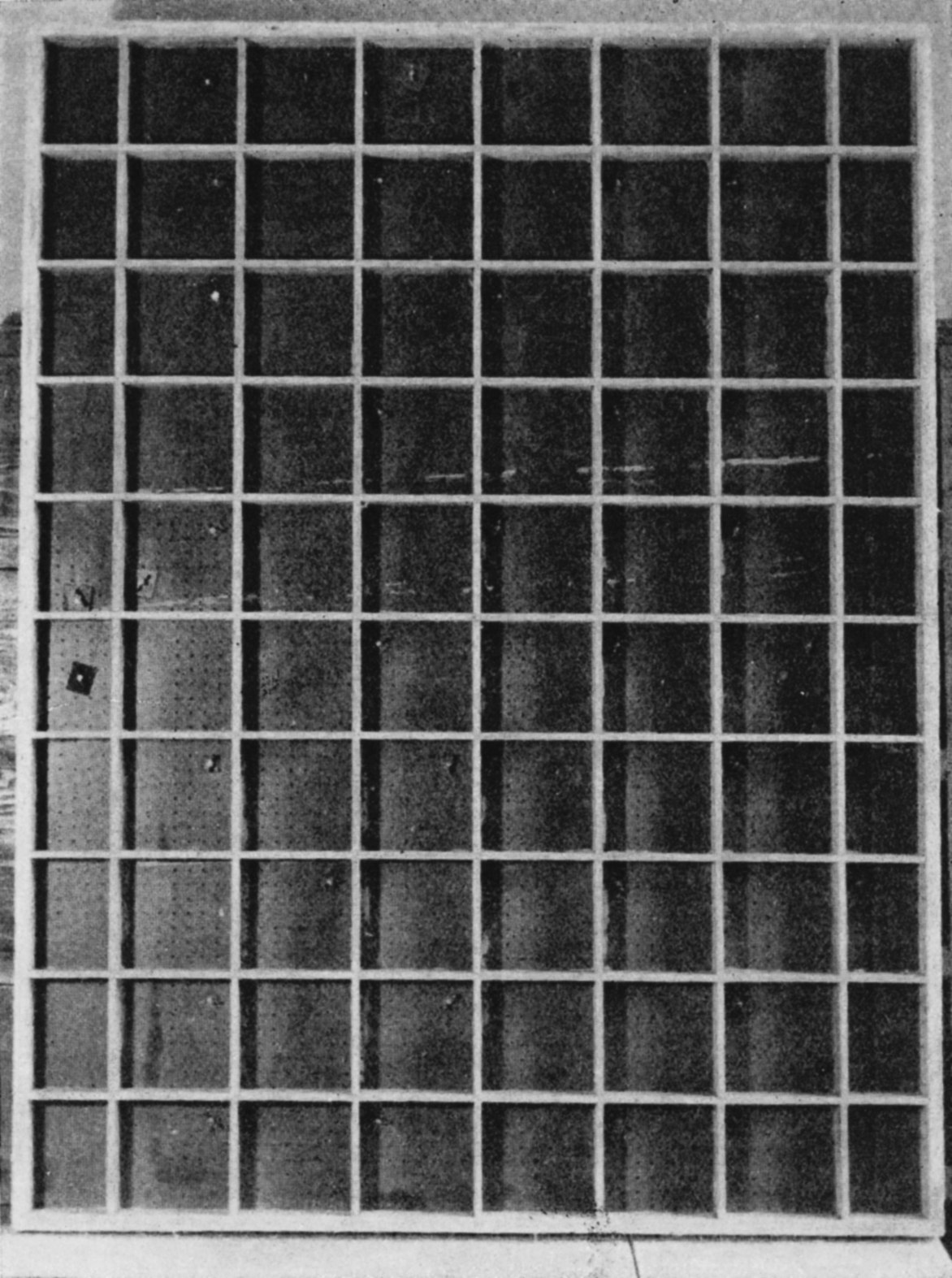
Этап 7: приготовленная для стенописи коробка с обратной стороны

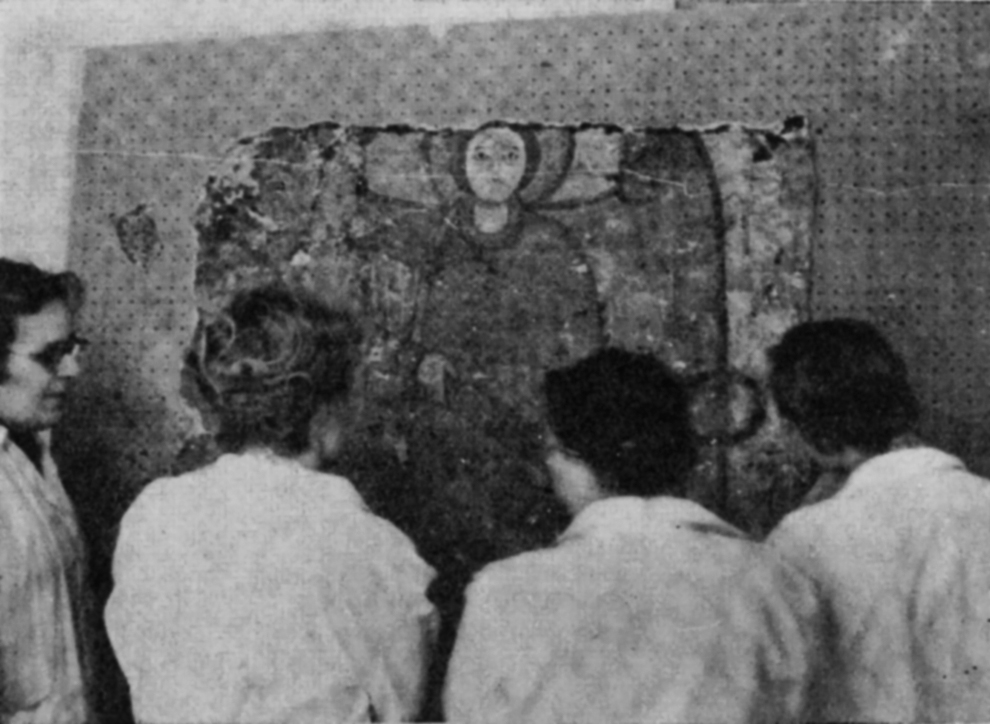
Этап 8: прикрепление стенописи Ангел к поверхности

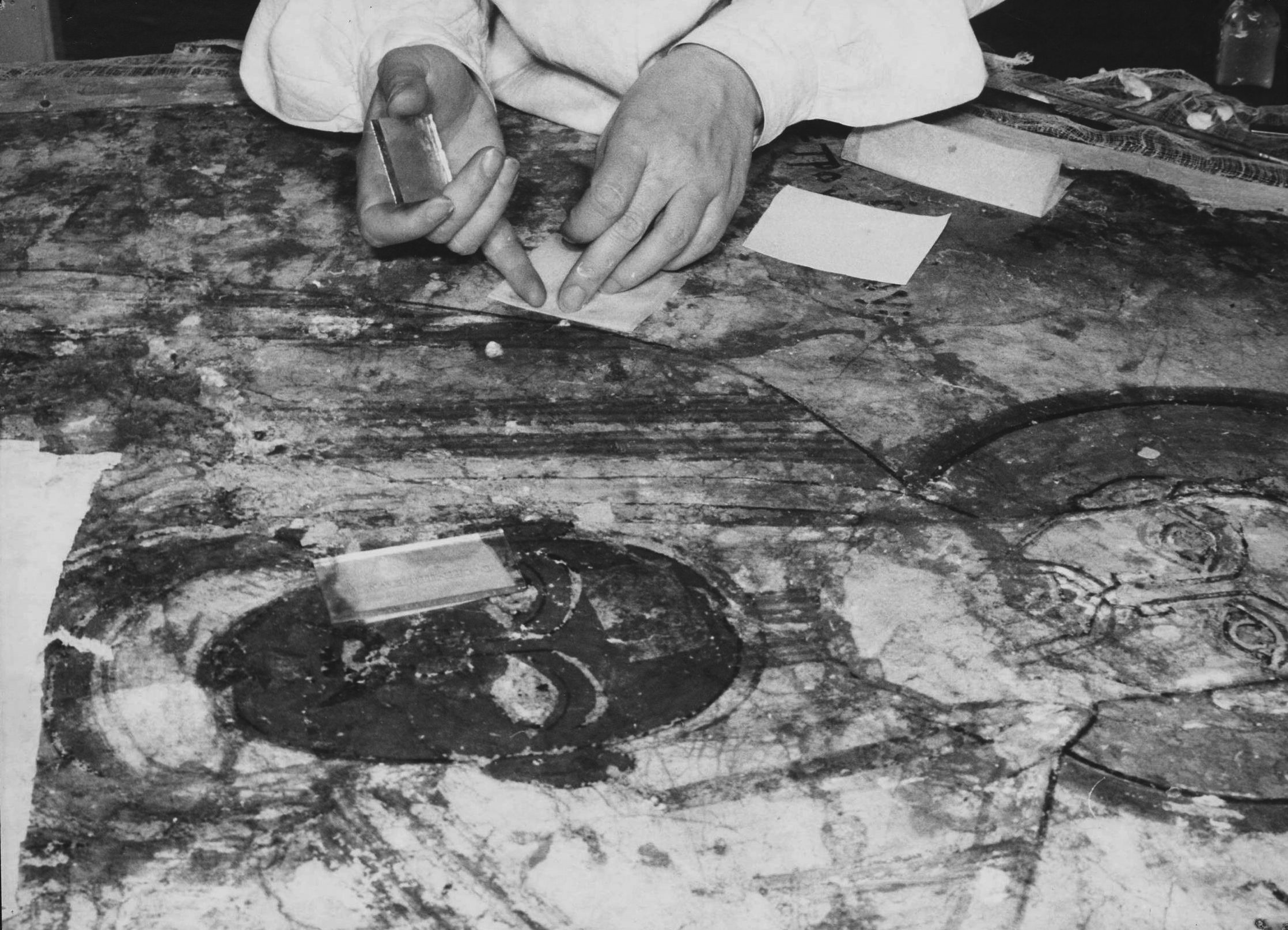
Этап 9: удаление воска на поверхности стенописи Епископ Петрос со святым апостолом Петром при помощи компресса

В начале на кальку переносились в масштабе 1:1 контуры отдельных фрагментов настенной росписи. При помощи цветов обозначались важные детали композиции, потери и разрушения.
2. Предварительная очистка поверхности
С поверхности изображения удалялись остатки песка и впрессованного гипса, убирался также гипс с периметра картины и её обратной стороны. Углубления, возникшие после удаления, заполнялись мастикой на базе мела, которая при заключительных работах без проблем полностью отслаивалась.
3. Защита поверхности изображения
В соответствии с планом консервации в лицевую поверхность впрессовывалась смесь воска и канифоли, которой картина и так уже была насыщена. Затем наклеивались папиросная бумага и два слоя марли так, чтобы обеспечить хорошую адгезию и избежать пузырения. Марлю перед этим разрезали на полоски около 25 см ширины и такой длины, чтобы они выступали за поверхность картины на длину около 30 см с каждой стороны, после чего наклеивали полосы вдоль и поперёк.
4. Удаление гипса с обратной стороны
Картины клались горизонтально на толстом слое войлока, покрытым тонкой полиэтиленовой плёнкой. Первым этапом было удаление сетки, которая легко отделялась от нижележащей пластины. Затем с помощью зубила и молотка отбивался слой гипса, усиленного алюминиевой проволокой и наконец, вместе с последним слоем гипса, удалялся оригинальный слой раствора. Большим облегчением было отсутствие между ними соединения.
5. Подготовка обратной стороны к наклеиванию стеклоткани
После снятия гипса оставался тонкий, шероховатый и хрупкий оригинальный слой, приклеенный к папиросной бумаге и марле. Изображение переносилось на твёрдую древесно-стружечную плиту, покрытую полиэтиленовой плёнкой, затем осторожно удалялись все остатки гипса, которые просочились на лицевую сторону, неровности в растворе отскребались ножом. По всему периметру картины и в очень тонких местах и убытках накладывалась светлая мастика. Приготовленная таким образом поверхность дезинфицировалась 1% раствором п-хлорометакрезола и закреплялась с помощью 5% раствора ацетилцеллюлозы.
6. Нанесение раствора и наклеивание стеклоткани
Картина лицевой стороной вниз прикреплялись за выступающие полоски марли к столу канцелярскими кнопками. Правильное положение контура обозначалось четырьмя гвоздями. После этих приготовлений на обратную сторону картины накладывался тонкий слой эмульсии, состоящей в объёмном соотношении из 1 части поливинилацетата, 2,5 части мелкого песка, 0,5 части воды. Следом за раствором накладывалась подходящая по размерам стеклоткань, которая впрессовывалась в него пористым резиновым валиком. Картине давали высохнуть, после чего наносили толщиной около 0,5 см следующий слой раствора, состоящего в объёмном соотношении из 1 части эмульсии, 1,5 части тротуарного мела, 0,5 части песка, 0,5 части воды. При нанесении этого слоя особое внимание уделялось его выравниванию. Края нагружались кусочками мрамора, чтобы получить плоскую плиту.
7. Приклеивание картины к контуру усиливающей пластины
Усиливающая пластина вырезалась из перфорированной древесноволокнистой плиты. Гладкая сторона была обращена внутрь. С внешней стороны перфорации находили друг на друга. Контуры усиливались воском. Также наносился крепёж для винтов, позваляющий им вращаться на 90°. Затем плита смазывалась тонким слоем неразбавленной эмульсии без наполнителя и соединялась с изображением (ориентиром служили вбитые гвозди). Всё полностью высыхало под прессом и сразу же прикручивалось к деревянной коробке.
8. Монтирование на коробке пластины с картиной
В соответствии с техническим проектом картина, приклеенная к укрепляющей пластине, размещалась на плоской коробке, изготовленной из перфорированных твёрдых древесноволокнистых плит и усиленных деревянной решёткой. Высушенный контур соединялся с ней с помощью болтов, гаек и прокладок. Винты были помещены в картинах таким образом, что в любой момент могли быть удалены. После вставки задней части коробки крепёж был невидим. Картины же можно было снять в любое время.
9. Удаление воска и защитного слоя с изображения
После установки на коробке картина переворачивалась лицевой стороной вверх. Воск нагревался утюжками, марлевые повязки осторожно удалялись. Излишки воска убирались ватными тампонами. Оставшийся воск использовался как связующее вещество, соединяющее краску, грунтовку и пропитку. Благодаря такой обработке осветлялся цвет изображений и получался матовый слой поверхности.
10. Обработка изображения и фона
После очистки лицевой поверхности определялись цвет и текстура фона. Обычно тона были тёплыми. В связи с очень высокой значимостью памятников в отсутствующие фрагменты изображений не добавлено никаких цветовых дополнений. Несохранённые места обозначены были нейтральной мастикой, близкой по цвету к окружающему фону. В самом конце работ с картин удалялись остатки грязи и примесей.

## Модификации плана консервации
Установленный в начале план по консервации памятников иногда изменялся в процессе работы в зависимости от индивидуальных особенностей отдельных объектов, которые уже были подвержены реставрации до 1964 года. Дополнительные проблемы появлялись, например, при восстановлении фресок из притворов. Работы замедлялись из-за их цилиндрических форм и сводчатого купола, большие размеры (высота 283 см, ширина у основания 163 см, глубина у основания 44 см) и сложная система слоёв. Перед снятием стенописи изображение было защищено папиросной бумагой и марлей вперемежку с воском. На поверхность нанесён слой гипса толщиной 2 см. Построенная для поддержки овальная форма из деревянных планок и пакли также была связана гипсом. Таким образом стенопись из притворов была отделена от стены вместе с частью штукатурки и помещена на опоре выпуклостью вверх. После перевозки в Варшаву картины были подвергнуты серии дополнительных работ, что позволило разделить слои, собрать фрагменты, покрытые пигментом и реконструировать три обнаруженные в слоях стенописи. Это были изображения Богородица с младенцем (нижний слой), Дева Мария в позиции стоя (средний) и Дева Мария с младенцем (верхний). Картины были подвергнуты дополнительному укреплению: лакированию, наклеиванию стеклоткани и асбестового полотна. Пробелы на обратной стороне были заполнены древесноволокнистыми треугольниками. На лицевой стороне младшего слоя также использовались специальные компрессы из трихлорэтилена, чтобы избавиться от воска.

## Результаты работ
В течение года после завершения консервационно-реставрационных работ стенопись пребывала в различных климатических условиях и хорошо их выдержала. Применяемый в Варшаве оригинальный монтаж картин значительно улучшил методику работ по сохранению стенописей. Применяемый метод позволяет одновременно использовать три составных элемента сборки, сведя их к склеиванию и монтированию винтов. Кроме того, при этом способе легко регулировать положение отдельных частей. Введение контура даёт амортизацию между исходной поверхностью и фоном. При помощи крепежа можно легко заменить поверхность, а возможность замены винтов оказалась полезной для последующих изменений в монтаже. Эксперимент, который проводили работы по консервации в Национальном музее в конечном итоге закончился успехом и созданием новых методов консервации.